# Batracomorphus peteos
Batracomorphus peteos är en insektsart som beskrevs av Knight 1983. Batracomorphus peteos ingår i släktet Batracomorphus och familjen dvärgstritar. Inga underarter finns listade i Catalogue of Life.